# Diapriidae
Famille
Les Diapriidae forment une famille d'insectes hyménoptères.

## Liste des sous-familles
Selon NCBI (20 avril 2018) :
- sous-famille Ambositrinae
- sous-famille Belytinae
- sous-famille Diapriinae
- sous-famille Ismarinae